# Hradiště (Blovice)
Hradiště (německy Steinradisch) je část města Blovice v okrese Plzeň-jih v Plzeňském kraji. Nachází se na jihovýchodě Blovic. Hradiště leží v katastrálním území Hradiště u Blovic o rozloze 4,53 km². V katastrálním území Hradiště u Blovic leží i Bohušov.

## Historie
První písemná zmínka o vesnici pochází z roku 1422.

## Obyvatelstvo
| Rok            | 1869 | 1880 | 1890 | 1900 | 1910 | 1921 | 1930 | 1950 | 1961 | 1970 | 1980 | 1991 | 2001 | 2011 | 2021 |
| -------------- | ---- | ---- | ---- | ---- | ---- | ---- | ---- | ---- | ---- | ---- | ---- | ---- | ---- | ---- | ---- |
| Počet obyvatel | 217  | 215  | 247  | 234  | 231  | 259  | 259  | 277  | 305  | 282  | 253  | 226  | 279  | 344  | 376  |
| Počet domů     | 31   | 30   | 32   | 33   | 31   | 38   | 46   | 57   | 57   | 67   | 68   | 77   | 87   | 107  | 139  |

## Obecní správa
Při sčítání lidu v letech 1850–1959 Hradiště bylo samostatnou obcí, se kterým patřilo nejprve do okresu Plzeň, ale v roce 1950 v okrese Blovice. Od roku 1960 je částí města Blovice v okrese Plzeň-jih. V letech 1850–1950 k obci patřil Bohušov.

## Pamětihodnosti
- Zámek Hradiště
- Boží muka
- Pamětní kříž

## Významné osobnosti
- Jan Iserle (1878–?), pedagog[8]
- Eduard Josef z Lobkowicz (1899–1959), šlechtic, voják[9]
- Karel Mašek (1883–1962), malíř[10]
- František Nejdl (1896–1975), architekt
- Jiří Matěj Nettl (1660–1747), malíř[11]